# 松平忠頼
松平 忠頼（まつだいら ただより）は、安土桃山時代から江戸時代初期にかけての武将・大名。桜井松平家7代当主。関ヶ原の戦い後に遠江国浜松藩主となったが、親族の宴席に招かれた際に争論に巻き込まれて横死。5万石の城地は没収された。

## 生涯

### 出自と家督継承
天正10年（1582年）、松平忠吉と多劫姫（徳川家康異父妹）の間の次男として誕生した。多劫姫はもともと忠吉の兄である松平忠正に嫁いだ女性で、忠頼にとっては異父兄（従兄でもある）となる家広がいる。忠正の死去時、家広が幼少であったために忠吉が家督を継いだ経緯があるが、忠頼が生まれた天正10年（1582年）に忠吉も没し、桜井松平家の家督は家広が継ぐこととなった。徳川家康が関東に入国すると、家広は武蔵松山1万石の大名となった。
『寛政重修諸家譜』（以後『寛政譜』）によれば、病となった家広に代わって襲封したとされるが、時期については記されていない（慶長5年（1600年）に跡を継いだとする書籍もある）。後述の通り、慶長5年（1600年）の関ヶ原の戦いでは忠頼が活動している。
家広は慶長6年（1601年）6月に死去したと記録されている。これについて実は自害であり「無嗣のため家が絶えた」とする説があることが『寛政譜』に参考情報として収録されており、その場合家広から忠頼に家督は譲られておらず、家広の遺領が忠頼に与えられることで家の継承が図られたのであろうとも記されている。こうした事情から、関ケ原の合戦前後の家督や知行高に関する記事には錯綜が見られる。

### 関ヶ原の合戦以後
慶長5年（1600年）の関ヶ原の戦いの際には会津への出陣に従い、西上中に家康の命で三河国岡崎城（田中吉政の居城）の守備にあたった。戦後は尾張国犬山城の城番を務め、また家康の命で美濃金山城の在番にもあたった。この際、金山領の1万5000石を加増される（計2万5000石。金山藩の立藩と捉える見方もある）。
慶長6年（1601年）2月、加増を受けて5万石の大名として遠江浜松藩に移封された。この加増については「家広の遺領を継いだ」とする説もある。
浜松の領主としての治績は特に伝わっていない。慶長12年（1607年）、徳川家康の隠居城であった駿府城が火災にあった後の普請に参加している。

### 横死
『寛政重修諸家譜』によれば慶長14年（1609年）9月29日、親族の水野忠胤の江戸屋敷に招かれた際、茶室において同席していた久米左平次と服部半八郎が口論から刃傷沙汰となり、これを仲裁しようとした忠頼は久米によって殺害された。享年28。ただし『徳川実紀』では9月1日に刃傷事件が発生し、負傷した忠頼が9月29日に死亡したとある。
『寛政譜』によれば、久米と服部は「武道の事」から争論になったとするが、『徳川実紀』によれば争論の原因は囲碁で、忠頼が服部に助言を行ったのがきっかけという。同書によれば、茶宴のあとの座興として久米と服部は囲碁を始めたが、忠頼は服部と懇意であったため服部を贔屓してしきりに助言を行った。対局後に久米は激怒して服部を罵倒、服部は脇差を抜いて久米を傷つけた。居合わせた人々によって一旦は引き離された両者であるが、応戦できぬまま手傷を負わされた久米は、「これは忍ぶべきにあらず」と再度立ち上がり服部を切りつけようとした。居合わせた人々は両者に飛びついて押さえ止めようとしたが、このとき久米は忠頼を突いた。刺された忠頼は脇差を抜いて久米を斬り、さらに駆けつけた人々によって久米は討たれたという。
宴席の主催者であった水野忠胤は10月16日に切腹を命じられ、その家は改易された。争論の当事者であった服部は自らの知行地のある相模国に逃亡したが捕らえられて切腹させられた。
なお、『寛永諸家系図伝』ではこの事件にまったく触れられず、9月29日に没したことのみが記されている。

### その後
忠頼が横死した際、継嗣の松平忠重は幼少（7歳）であったために5万石の城地は没収され、妻子は江戸に召されることとなった。改易にともない家臣団は一部を除いて解体したと見られ、浜松地方は騒然とした状況になった。『徳川実紀』には「浜松の旧領狼藉やむときなし、よって水野備後守分長・水野対馬守重仲をして浜松城につかはされ、かの地を監察せしめらる」とある（12月11日条）。なお、水野分長・水野重仲（水野重央）は兄弟にあたる。重仲は12月22日付でそのまま正式に浜松藩主となった。
一旦は改易された桜井松平家であるが、忠重は翌慶長14年（1610年）に新たに8000石を武蔵国深谷において拝領しており、元和8年（1622年）に大名に復帰、最終的に遠江国掛川藩4万石の藩主になっている。

## 系譜
特記事項のない限り、『寛政重修諸家譜』による。
- 父：松平忠吉
- 母：多劫姫（久松俊勝の娘、徳川家康の異父妹）
- 正室：織田長益娘
  - 長男：松平忠重 - 家を継ぐ
  - 二男：松平忠直 - 別家、2000石の旗本となる[21]。
  - 三男：松平忠勝 - 長七郎。松平定勝（久松松平家。多劫姫の弟）に養われる[注釈 9]。のち紀州藩士。
  - 四男：松平忠久 - 徳川忠長に附属され2000石。子孫は旗本となる[23]。
  - 五男：松平忠好 - 左京進。
  - 六男：松平忠利 - 旗本となり、御小姓組番頭を務めるが無嗣断絶。

### 補足
- 多劫姫はもともと忠吉の兄である松平忠正に嫁ぎ（忠頼の異父兄として松平家広がいる）、忠正の死後に忠吉に嫁いだ。父母を同じくする兄に松平信吉（藤井松平家を継ぐ）がいる。多劫姫は忠吉死後、保科正直正室となった。
- 『寛政譜』では、子はすべて正室の織田氏が母と記されている[16]。